# Comuna Nova Hreblea, Borodeanka
Nova Hreblea (în ucraineană Нова Гребля) este o comună în raionul Borodeanka, regiunea Kiev, Ucraina, formată din satele Nova Hreblea (reședința) și Vablea.

## Demografie
Componența lingvistică a comunei Nova Hreblea
     Ucraineană (96,59%)
     Rusă (2,59%)
     Alte limbi (0,71%)
Conform recensământului din 2001, majoritatea populației comunei Nova Hreblea era vorbitoare de ucraineană (96,59%), existând în minoritate și vorbitori de rusă (2,59%).